# 張家港株江鋼管
張家港株江鋼管有限公司，江蘇沙鋼集團和金洲管道合營企業，在2007年成立，主要業務為生產石油天然气长输管线用管和结构及低压流体输送用管。其位於江苏省张家港市江苏扬子江国际冶金工业园内。
自備长江码头等地區，在2011年，浙江金洲管道已成功收購母公司江蘇沙鋼集團50%股權。